# Loris Reggiani
Loris Reggiani (Forlì, 7 ottobre 1959) è un pilota motociclistico italiano ritiratosi dall'attività agonistica.

## Carriera
Dopo un buon passato da dilettante (vince nel 1979 il trofeo monomarca Aspes Yuma e nella stessa stagione è terzo nel campionato italiano juniores della 500), nel 1980 esordisce nel motomondiale tra la classe 125 con la Minarelli (con cui ottiene la prima vittoria nel motomondiale al GP di Gran Bretagna), la classe 250 con la Yamaha e la classe 350 con la Bimota. Nella stagione seguente corre più classi, ma farà una bella figura nella 125, ancora con la Minarelli, in cui a seguito dei due trionfi al GP di Jugoslavia e al GP di San Marino diventa vicecampione del mondo dietro ad Ángel Nieto, con lo spagnolo che, con moto identica a Reggiani, vince il titolo mondiale. Sempre nel 1981 e con Minarelli, vince il titolo nazionale classe 125 del CIV.
Successivamente nel 1982 corre nella classe 500 con la Suzuki, dove ottiene un podio al GP di Germania. Per rivederlo vincere bisogna aspettare il 1987, anno in cui con l'Aprilia in classe 250 termina per primo il Gran Premio di San Marino (prima vittoria per la casa italiana nel Motomondiale) e arriva sesto nella classifica generale con 68 punti. Dopo un altro periodo buio, torna al successo nel 1991 con la stessa casa costruttrice e nella stessa classe al GP di Francia.
Nel 1992 vince le corse di Spagna e di Francia arrivando secondo nel mondiale della "due e mezzo" dietro solamente Luca Cadalora. L'ultimo suo successo è in Repubblica Ceca nel 1993: dopo questa vittoria corre per due anni nella 500 con l'Aprilia e poi si ritira dall'agonismo.
Terminata la carriera agonistica ha fatto il commentatore tecnico e l'opinionista delle gare del motomondiale prima per conto della Rai con il giornalista Federico Urban, poi, con l'acquisizione dei diritti di trasmissione da parte di Mediaset, è passato a ricoprire lo stesso ruolo a Italia 1 affiancando Guido Meda. A inizio del 2012 dichiara di lasciare la redazione motori di Sport Mediaset dopo dieci anni di collaborazione, perché stanco dei continui viaggi per seguire i gran premi e anche per discordanze con la linea editoriale delle telecronache, ritenuta dallo stesso Reggiani troppo faziosa verso Valentino Rossi.

## Risultati nel motomondiale

### Classe 125
| 1980 | Classe | Moto      |   |   |   |   |   |   |     |   |     |     |  |  |  |  |  | Punti | Pos. |
| ---- | ------ | --------- | - | - | - | - | - | - | --- | - | --- | --- |  |  |  |  |  | ----- | ---- |
| 1980 | 125    | Minarelli | 4 | - | 3 | 3 | 3 | 3 | Rit | 1 | Rit | Rit |  |  |  |  |  | 63    | 6º   |

| 1981 | Classe | Moto      |   |   |     |   |   |   |   |   |    |   |    |  |   |    |  | Punti | Pos. |
| ---- | ------ | --------- | - | - | --- | - | - | - | - | - | -- | - | -- |  | - | -- |  | ----- | ---- |
| 1981 | 125    | Minarelli | 2 | 2 | Rit | 2 | 6 | 5 | 1 | 2 | NE | 1 | NP |  | 5 | NE |  | 95    | 2º   |

| Legenda | 1º posto        | 2º posto            | 3º posto            | A punti      | Senza punti        | Grassetto – Pole position Corsivo – Giro più veloce |
| Legenda | Gara non valida | Non qual./Non part. | Ritirato/Non class. | Squalificato | '-' Dato non disp. | Grassetto – Pole position Corsivo – Giro più veloce |

### Classe 250
| 1980 | Classe | Moto   |  |  |     |  |     |  |  |  |  |    |  |  |  |  |  | Punti | Pos. |
| ---- | ------ | ------ |  |  | --- |  | --- |  |  |  |  | -- |  |  |  |  |  | ----- | ---- |
| 1980 | 250    | Yamaha |  |  | Rit |  | Rit |  |  |  |  | 11 |  |  |  |  |  | 0     |      |

| 1981 | Classe | Moto   |   |    |     |     |    |    |    |    |   |     |     |   |   |     |  | Punti | Pos. |
| ---- | ------ | ------ | - | -- | --- | --- | -- | -- | -- | -- | - | --- | --- | - | - | --- |  | ----- | ---- |
| 1981 | 250    | Bimota | 8 | NE | Rit | Rit | 21 | 14 | NE | NQ | - | Rit | Rit | - | - | Rit |  | 3     | 30º  |

| 1984 | Classe | Moto     |     |   |    |   |    |    |     |   |   |    |   |    |  |  |  | Punti | Pos. |
| ---- | ------ | -------- | --- | - | -- | - | -- | -- | --- | - | - | -- | - | -- |  |  |  | ----- | ---- |
| 1984 | 250    | Kawasaki | Rit | - | 15 | 6 | 11 | NQ | Rit | - | - | NQ | - | 10 |  |  |  | 6     | 22º  |

| 1985 | Classe | Moto    |    |    |   |   |   |   |   |     |  |  |  |   |  |  |  | Punti | Pos. |
| ---- | ------ | ------- | -- | -- | - | - | - | - | - | --- |  |  |  | - |  |  |  | ----- | ---- |
| 1985 | 250    | Aprilia | 12 | NP | 9 | 4 | 5 | 3 | 4 | Rit |  |  |  | 3 |  |  |  | 44    | 6º   |

| 1986 | Classe | Moto    |     |    |   |   |   |   |     |    |     |     |    |    |  |  |  | Punti | Pos. |
| ---- | ------ | ------- | --- | -- | - | - | - | - | --- | -- | --- | --- | -- | -- |  |  |  | ----- | ---- |
| 1986 | 250    | Aprilia | Rit | 23 | - | - | - | - | Rit | 13 | Rit | Rit | NP | NE |  |  |  | 0     |      |

| 1987 | Classe | Moto    |  |     |     |     |   |   |  |   |   |   |     |   |     |   |     | Punti | Pos. |
| ---- | ------ | ------- |  | --- | --- | --- | - | - |  | - | - | - | --- | - | --- | - | --- | ----- | ---- |
| 1987 | 250    | Aprilia |  | Rit | Rit | Rit | 2 | 2 |  | 7 | 2 | 3 | Rit | 1 | Rit | 8 | Rit | 68    | 6º   |

| 1988 | Classe | Moto    |     |    |     |     |     |  |    |   |     |   |   |     |     |   |     | Punti | Pos. |
| ---- | ------ | ------- | --- | -- | --- | --- | --- |  | -- | - | --- | - | - | --- | --- | - | --- | ----- | ---- |
| 1988 | 250    | Aprilia | Rit | 12 | Rit | Rit | Rit |  | NP | 5 | Rit | 7 | 9 | Rit | Rit | 4 | Rit | 44    | 13º  |

| 1989 | Classe | Moto  |    |    |   |     |    |   |   |     |     |     |     |   |    |    |   | Punti | Pos. |
| ---- | ------ | ----- | -- | -- | - | --- | -- | - | - | --- | --- | --- | --- | - | -- | -- | - | ----- | ---- |
| 1989 | 250    | Honda | 19 | 11 | 9 | Rit | NP | 9 | 9 | Rit | Rit | Rit | Rit | 5 | NP | NP | 3 | 52    | 11º  |

| 1990 | Classe | Moto    |    |    |    |    |   |    |     |     |   |   |     |    |     |    |     | Punti | Pos. |
| ---- | ------ | ------- | -- | -- | -- | -- | - | -- | --- | --- | - | - | --- | -- | --- | -- | --- | ----- | ---- |
| 1990 | 250    | Aprilia | 19 | 12 | 13 | 10 | 8 | 10 | Rit | Rit | 6 | 3 | Rit | 11 | Rit | 10 | Rit | 63    | 13º  |

| 1991 | Classe | Moto    |   |   |   |   |   |     |   |   |     |   |     |   |     |     |   | Punti | Pos. |
| ---- | ------ | ------- | - | - | - | - | - | --- | - | - | --- | - | --- | - | --- | --- | - | ----- | ---- |
| 1991 | 250    | Aprilia | 9 | 5 | 3 | 3 | 4 | Rit | 8 | 5 | Rit | 1 | Rit | 3 | Rit | Rit | 4 | 128   | 6º   |

| 1992 | Classe | Moto    |     |   |     |   |   |   |   |   |   |   |   |   |   |  |  | Punti | Pos. |
| ---- | ------ | ------- | --- | - | --- | - | - | - | - | - | - | - | - | - | - |  |  | ----- | ---- |
| 1992 | 250    | Aprilia | Rit | 5 | Rit | 1 | 2 | 2 | 3 | 3 | 2 | 1 | 2 | 3 | 2 |  |  | 159   | 2º   |

| 1993 | Classe | Moto    |    |   |     |     |   |   |   |     |   |   |   |   |   |   |  | Punti | Pos. |
| ---- | ------ | ------- | -- | - | --- | --- | - | - | - | --- | - | - | - | - | - | - |  | ----- | ---- |
| 1993 | 250    | Aprilia | 14 | 7 | Rit | Rit | 4 | 5 | 6 | Rit | 2 | 3 | 1 | 3 | 3 | 2 |  | 158   | 3º   |

| Legenda | 1º posto        | 2º posto            | 3º posto            | A punti      | Senza punti        | Grassetto – Pole position Corsivo – Giro più veloce |
| Legenda | Gara non valida | Non qual./Non part. | Ritirato/Non class. | Squalificato | '-' Dato non disp. | Grassetto – Pole position Corsivo – Giro più veloce |

### Classe 350
| 1980 | Classe | Moto   |     |    |   |    |   |    |    |   |   |   |  |  |  |  |  | Punti | Pos. |
| ---- | ------ | ------ | --- | -- | - | -- | - | -- | -- | - | - | - |  |  |  |  |  | ----- | ---- |
| 1980 | 350    | Bimota | Rit | NE | - | NE | - | NE | NE | - | 7 | - |  |  |  |  |  | 4     | 21º  |

| Legenda | 1º posto        | 2º posto            | 3º posto            | A punti      | Senza punti        | Grassetto – Pole position Corsivo – Giro più veloce |
| Legenda | Gara non valida | Non qual./Non part. | Ritirato/Non class. | Squalificato | '-' Dato non disp. | Grassetto – Pole position Corsivo – Giro più veloce |

### Classe 500
| 1982 | Classe | Moto   |    |    |        |    |  |    |    |   |   |     |    |    |     |   |  | Punti | Pos. |
| ---- | ------ | ------ | -- | -- | ------ | -- |  | -- | -- | - | - | --- | -- | -- | --- | - |  | ----- | ---- |
| 1982 | 500    | Suzuki | 10 | 21 | [ 17 ] | NP |  | 18 | 17 | 9 | 4 | Rit | NE | NE | Rit | 3 |  | 21    | 13º  |

| 1983 | Classe | Moto   |    |  |  |  |  |  |  |  |  |     |    |    |  |  |  | Punti | Pos. |
| ---- | ------ | ------ | -- |  |  |  |  |  |  |  |  | --- | -- | -- |  |  |  | ----- | ---- |
| 1983 | 500    | Suzuki | 11 |  |  |  |  |  |  |  |  | Rit | 15 | NP |  |  |  | 0     |      |

| 1994 | Classe | Moto    |  |  |  |   |     |     |     |     |  |  |  |  |  |     |  | Punti | Pos. |
| ---- | ------ | ------- |  |  |  | - | --- | --- | --- | --- |  |  |  |  |  | --- |  | ----- | ---- |
| 1994 | 500    | Aprilia |  |  |  | 9 | Rit | Rit | Rit | Rit |  |  |  |  |  | Rit |  | 7     | 24º  |

| 1995 | Classe | Moto    |    |   |    |     |   |   |   |     |     |   |     |     |   |  |  | Punti | Pos. |
| ---- | ------ | ------- | -- | - | -- | --- | - | - | - | --- | --- | - | --- | --- | - |  |  | ----- | ---- |
| 1995 | 500    | Aprilia | 11 | 8 | 10 | Rit | 9 | 8 | 9 | Rit | Rit | 7 | Rit | Rit | 7 |  |  | 59    | 10º  |

| Legenda | 1º posto        | 2º posto            | 3º posto            | A punti      | Senza punti        | Grassetto – Pole position Corsivo – Giro più veloce |
| Legenda | Gara non valida | Non qual./Non part. | Ritirato/Non class. | Squalificato | '-' Dato non disp. | Grassetto – Pole position Corsivo – Giro più veloce |